# Gwinea Równikowa na Letnich Igrzyskach Olimpijskich 2020
Gwinea Równikowa na Letnich Igrzyskach Olimpijskich 2020 – występ kadry sportowców reprezentujących Gwineę Równikową na igrzyskach olimpijskich, które odbyły się w Tokio w Japonii, w dniach 23 lipca - 8 sierpnia 2021 roku.
Reprezentacja Gwinei Równikowej liczyła trzech zawodników - kobietę i dwóch mężczyzn, którzy wystąpili w 2 dyscyplinach.
Był to dziesiąty start Gwinei Równikowej na letnich igrzyskach olimpijskich.

## Reprezentanci

### Lekkoatletyka
| Zawodnik        | Konkurencja             | Runda 1  | Runda 1 | Półfinał | Półfinał | Finał    | Finał   | Pozycja |
| Zawodnik        | Konkurencja             | Rezultat | Pozycja | Rezultat | Pozycja  | Rezultat | Pozycja | Pozycja |
| --------------- | ----------------------- | -------- | ------- | -------- | -------- | -------- | ------- | ------- |
| Benjamín Enzema | Bieg na 1500 m mężczyzn | 3:48.17  | 14.     | NQ       | NQ       | NQ       | NQ      | -       |
| Alba Mbo Nchama | Bieg na 100 m kobiet    | 13.36    | 8.      | NQ       | NQ       | NQ       | NQ      | -       |

### Pływanie
| Zawodnik             | Konkurencja                | Eliminacje | Eliminacje | Półfinał | Półfinał | Finał | Finał   | Pozycja |
| Zawodnik             | Konkurencja                | Czas       | Miejsce    | Czas     | Miejsce  | Czas  | Miejsce | Pozycja |
| -------------------- | -------------------------- | ---------- | ---------- | -------- | -------- | ----- | ------- | ------- |
| Diosdado Miko Eyanga | 50 m st. dowolnym mężczyzn | 31.03      | 3.         | NQ       | NQ       | NQ    | NQ      | 73.     |